# Pseudopilanus echinatus
Pseudopilanus echinatus är en spindeldjursart som först beskrevs av Edvard Ellingsen 1904.  Pseudopilanus echinatus ingår i släktet Pseudopilanus och familjen blindklokrypare. Inga underarter finns listade i Catalogue of Life.